# Émile Ali-Khan
Émile Ali-Khan (n. 6 iunie 1902, Battle, East Sussex, Anglia, Regatul Unit al Marii Britanii și Irlandei) a fost un sprinter ce a reprezentat Franța, medaliat olimpic. A participat la o ediție a Jocurilor Olimpice (1920) în care a câștigat medalia de argint în proba de 4x100 m.

## Palmares
| An   | Competiție        | Locație        | Loc | Eveniment | Note |
| ---- | ----------------- | -------------- | --- | --------- | ---- |
| 1920 | Jocurile Olimpice | Anvers, Belgia | 5   | 100 m     | 11,2 |
| 1920 | Jocurile Olimpice | Anvers, Belgia | 2   | 4x100 m   | 42,6 |